# Alain Crespo
Pour les articles homonymes, voir Crespo.
Alain Crespo, né en 1958 est un ancien joueur de basket-ball français. Il évoluait au poste de meneur (1,85 m).

## Carrière
- 1974-1976 :  BC Montbrison (Nationale 3)
- 1976-1979 :  CASE Saint-Etienne (Nationale 2)
- 1979-1984 :  CRO Lyon Basket (Nationale 1)
- 1984-1988 :  ASVEL Villeurbanne (Nationale 1)

## Palmarès
- Finaliste du championnat de France en 1985 et 1986